# Retrophyllum filicifolium
Retrophyllum filicifolium — вид хвойних дерев родини Podocarpaceae. Батьківщиною цього виду є Архіпелаг Бісмарка, Малуку, Нова Гвінея.